# 北海道道46号江別恵庭線
北海道道46号江別恵庭線（ほっかいどうどう46ごう えべつえにわせん）は、北海道江別市と恵庭市を結ぶ道道（主要地方道）である。

## 概要
恵庭市内の西島松から戸磯間は恵庭バイパス完成以前に国道36号であった道路である。
起点から元野幌までの区間は対面2車線で歩道無しと走行しづらく、特に、厚別川を渡る第二角山橋は路側帯すらなく老朽化も進んでいるため、新橋への架け替えが進んでいる。

### 路線データ
- 起点：北海道江別市角山（国道275号交点）
- 終点：北海道恵庭市戸磯（国道36号交点）
- 総延長：38.588 km[2]
- 実延長：35.039 km[2]
- 重用延長：3.549 km[2]

## 歴史
- 1957年（昭和32年）7月25日 - 214号として路線認定[3][4]。
- 1972年（昭和47年）8月4日 - 上江別から上江別跨線橋を通って弥生町に至るルートを編入[5]。
- 1973年（昭和48年）9月22日 - 上江別跨線橋を含むルートを供用[6]。
- 1993年（平成5年）5月11日 - 建設省から、道道江別恵庭線が江別恵庭線として主要地方道に指定される[7]。
- 1994年（平成6年）10月1日 - 路線番号変更[8]。
- 1994年（平成6年）11月 恵庭バイパス開通に伴い、国道36号の旧道区間を編入[要出典]。
- 1997年（平成9年）4月1日 - 起点側を江別市角山まで延長[9]。

## 路線状況

### 重複区間
- 北海道道626号東雁来江別線：江別市野幌代々木町 - 江別市野幌町
- 国道12号：江別市野幌町 - 江別市弥生町
- 北海道道128号札幌北広島環状線：江別市弥生町 - 北広島市共栄
- 北海道道1005号野幌総合運動公園線：江別市東野幌 - 江別市西野幌
- 北海道道1080号栗山北広島線：北広島市北の里 - 北広島市中央4丁目
- 国道36号：恵庭市西島松 - 恵庭市北柏木町4丁目

### 道路施設
主な橋梁
- 第二角山橋（厚別川）= 江別市元野幌

## 地理

### 通過する自治体
- 石狩振興局
  - 江別市
  - 北広島市
  - 恵庭市

### 交差する道路
江別市
- 国道275号 - 角山（起点）

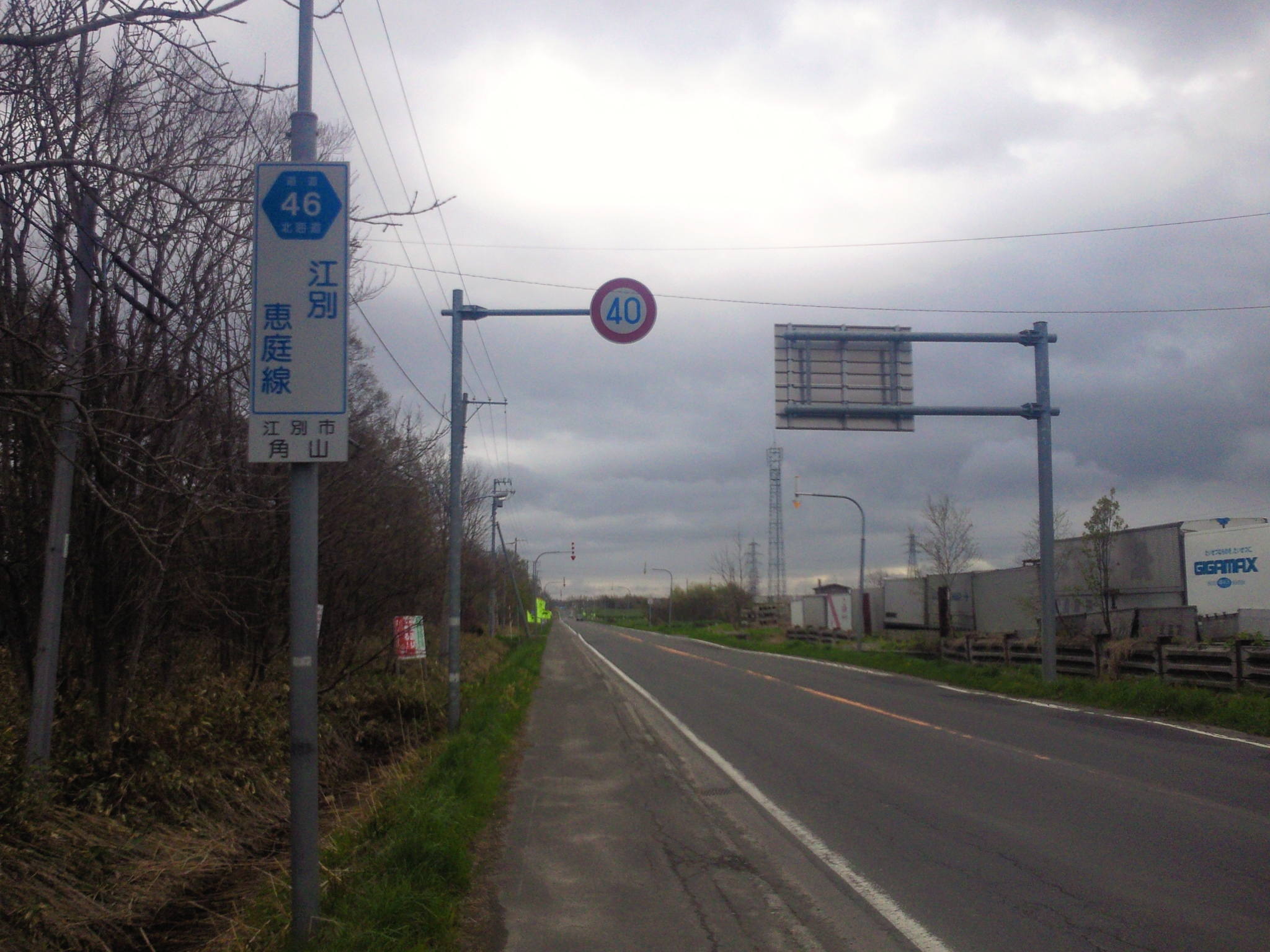
起点付近の様子

- 北海道道110号江別インター線 - 元野幌
- 北海道道626号東雁来江別線 - 野幌代々木町
- 国道12号 - 野幌町
- 北海道道370号野幌停車場線 - 野幌町
- 北海道道128号札幌北広島環状線 - 幸町
- 国道12号 - 高砂町
- 北海道道110号江別インター線 - 高砂町
- 北海道道1056号江別長沼線 - 上江別
- 北海道道128号札幌北広島環状線 - 東野幌
- 北海道道1005号野幌総合運動公園線 - 西野幌

北広島市
- 北海道道1080号栗山北広島線 - 北の里
- 国道274号 - 共栄
- 北海道道1080号栗山北広島線 - 中央
- 北海道道371号北広島停車場線 - 中央6丁目

恵庭市
- 北海道道369号島松停車場線 - 島松寿町1丁目
- 国道36号 - 西島松
- 国道36号 - 北柏木町4丁目
- 北海道道117号恵庭岳公園線 - 本町
- 北海道道1021号恵庭停車場線 - 栄恵町
- 北海道道45号恵庭栗山線 - 住吉町1丁目
- 国道36号 - 戸磯（終点）

### 沿線にある施設など
江別市
- 江別市立江別第二小学校
- 江別市立江別第二中学校
- 江別市役所教育部野幌公民館
- 北海道銀行野幌支店
- 北洋銀行野幌中央支店
- 江別市民体育館
- 北海道労働金庫江別支店
- 江別市民会館
- 江別市立野幌小学校

北広島市
- 北広島自動車学校
- 北海道歯科技術専門学校
- 厚別警察署北広島交番
- 北広島元町郵便局
- 北広島市役所
- 開拓記念公園
- 北広島市立東部小学校
- 北広島市芸術文化ホール（北広島市図書館）
- 北広島中央六郵便局
- 札幌開発建設部札幌南農業事務所

恵庭市
- 恵庭市立柏陽中学校
- 恵庭柏木中通郵便局
- 北海道信用金庫恵庭支店
- 北洋銀行恵庭中央支店
- 北海道銀行恵庭支店
- さんぱち恵庭店
- 恵庭南病院
- 恵庭郵便局
- 味の時計台恵庭店